# Aiguille des Arias
L'aiguille des Arias est un sommet du massif des Écrins qui culmine à 3 402 mètres d'altitude. Elle se fait généralement par la traversée Bec de Canard-Arias (D).